# Лай Сюэцзя
Лай Сюэцзя (кит. трад. 來學嘉, упр. 来学嘉, пиньинь Lái Xuéjiā) — китайский криптограф, в настоящее время профессор Шанхайского университета Цзяотун.

## Научная деятельность

### Разработка блочного шифра IDEA

#### История
Первая версия алгоритма была разработана совместно с Джеймсом Мэсси в 1990 году в качестве замены DES (англ. Data Encryption Standard, стандарт шифрования данных) и названа PES (англ. Proposed Encryption Standard, предложенный стандарт шифрования). После публикации работ Эли Бихама и Ади Шамира по дифференциальному криптоанализу PES, алгоритм был улучшен с точки зрения криптостойкости и назван IPES (англ. Improved Proposed Encryption Standard, улучшенный предложенный стандарт шифрования). В 1991 году IPES был переименован в IDEA (англ. International Data Encryption Algorythm).

#### Теория марковских шифров. Оценка криптостойкости
Для выяснения криптостойкости к криптоанализу алгоритма IDEA Лай Сюэцзя и Джеймс Мэсси провели анализ с количественной оценкой криптостойкости. Для этого было введено понятие марковского шифра. Ни линейных, ни алгебраических слабостей у алгоритма выявлено не было.

#### Аппаратная реализация
Впервые алгоритм IDEA был реализован на интегральной схеме в 1992 году с использованием технологического процесса 1,5 мкм и технологии КМОП. Скорость шифрования составляла 44 Мб/сек.

#### Проверка на криптостойкость
Одна из первых попыток вскрытия алгоритма, проведённая Эли Бихамом с помощью криптоанализа со связанными ключами, не привела к успеху. Полный алгоритм IDEA имеет 8.5 раундов. Если вскрытие удается при меньшем количестве операций, чем при полном переборе ключей, то атака считается успешной.  Первая такая атака была проведена методом вскрытия Вилли Майера (Willi Meier) для IDEA с 2 раундами. Второе успешное вскрытие было проведено методом «встреча посередине» для IDEA с 4,5 раундами. Для этого требовалось знание всех 264 блоков из словаря кодов и сложность анализа составляет 2112 операций. На данный момент лучшая атака была применена в 2007 году и может взломать алгоритм с 6-ю раундами.

### Криптоанализ ряда криптографических хеш-функций.
М. Абдалла (M. Abdalla), М. Беллар (M. Bellare) и Фил Рогэвей (P. Rogaway) предложили разновидность гипотезы Диффи-Хелмана (Diffie-Hellman assumption). Они рекомендовали использовать одностороннюю хеш-функцию, однако Лай, совместно с Лу Сяньхуэем (Xianhui Lu), отметил, что если хеш-функция односторонняя, то возможна реализация успешной атаки.
Лай Сюэцзя вместе с Ван Сяоюнем (Xiaoyun Wang) представили новую атаку на MD4, которая может быть успешной с вероятностью от {\displaystyle 2^{-6}} до {\displaystyle 2^{-2}} и сложность нахождения такой коллизии не превышает {\displaystyle 2^{8}} MD4 хеш-операций. Также они установили, что такие атаки непосредственно применимы к RIPEMD, которые имеют две параллельные копии MD4 и сложность такой атаки составляет около {\displaystyle 2^{18}} RIPEMD хеш-операций.

### Анализ гибридных схем шифрования
Совместно с Лу Сяньхуэем (Xianhui Lu), Лай предложил понятие безопасности, названное слабой стойкостью к шифрованному тексту (indistinguishability under weak adaptive chosen ciphertext security IND-WCCA), для гибридных схем шифрования. Несмотря на то, что стойкость к шифрованному тексту (indistinguishability under adaptive chosen ciphertext security IND-CCA) более устойчива к атакам, они показали, что можно построить гибридную схему шифрования, используя механизм инкапсуляции ключа (Key Encapsulation Mechanism KEM) путём зашифрованного текста IND-CCA, а механизм инкапсуляции данных (Data Encapsulation Mechanism DEM) путём открытого текста INP-CPA. Эта гибридная схема очень гибкая, большинство потоковых и блочных шифров может быть использовано как механизм инкапсуляции данных DEM.

## Сфера образования
В 1982 году получил степень бакалавра в области электротехники.
В 1984 году степень магистра по математике в университете Сидянь (en:Xidian University], тогда известном как Северо-Западный Институт телекоммуникационных технологий.
В 1982 году он познакомился с Джеймсом Мэсси, который находился с визитом в университете, чтобы дать лекции по криптографии. Лай был переводчиком на этих лекциях. Позже он стал одним из докторантов Месси в Швейцарской высшей технической школе Цюриха (англ. Swiss Federal Institute of Technology Zurich), где он получил докторскую степень в 1992 году,.

## Опыт работы
Его работа была сосредоточена в криптографии и в инфраструктуре открытых ключей (англ. Public key infrastructure) в течение последних 20 лет, особенно в области разработки и анализа практических криптосистем (в том числе блочные шифры и потоковые шифры), дифференциального криптоанализа блочных шифров.
В 1994 году он присоединился к ведущей швейцарской компании по защите информации R3 Security Engineering, которая в 1997 году была приобретена Entrust Technologies Inc.
С 2001 года он был старшим консультантом и техническим директором швейцарской компании SWIS Group.
Принимал участие в разработке алгоритмов для еврочипов в кредитных картах, используемых европейскими банками.
Был редактором трех ISO IT-стандартов безопасности.
Участвовал в оценке, анализе и улучшении несколько шифров для ряда международных компаний и организаций, а также участвовал в европейском проектах KRISIS, ICE-CAR и PKI Challenge.
Является почётным профессором Высшей школы университета науки и техники Китая, советником Юго-Западного университета Цзяотун и директором китайского общества криптографии.
Является преподавателем Шанхайского университета Цзяотун по крипто-инжинирингу (англ. Crypto Engineering), дискретной математике и по стандартам защиты информационных технологий (англ. IT-security Standart)